# 新秀姑巒溪橋
台鐵局新秀姑巒溪橋是位在中華民國（台灣）花蓮縣秀姑巒溪上的一座鐵路橋樑，屬於臺東線鐵路，連接花蓮縣玉里鎮玉里車站與富里鄉東里車站。此橋為了配合東部鐵路改善計畫工程將玉里—安通—東里（南側）間路線截彎取直，於2007年3月30日通車，為一雙線鐵路橋。
本橋長度580公尺，光盛營造承攬，為單圓柱Ｔ形橋墩之上承式簡支梁橋，採用吊裝工法施工，橋面鋪設傳統道碴式軌道，橋南銜接東里車站。
2010年，交通部鐵路改建工程局預先在新秀姑巒溪橋架設電車線之電桿。
2014年6月28日，交通部鐵路改建工程局完成包含本橋在內的花蓮～臺東間花東鐵路電氣化
，本橋電桿始增設懸臂組與電車線。
本橋於2022年9月18日14時44分15.2秒台東地震主震時毀損，橋台前仰起50公分（K90+235）、橋墩隆起、橋梁位移20至100公分、約40支電車線電桿斷損（89/31～90/16桿），須半年以上始能修復通車。此次台鐵修復本橋首次採用「頂昇橫移」復位工法，加快修復進度，工期也縮短100天，於同年12月14日至22日間試運轉及路線壓力通過測試後，包含本橋在內的玉里—東里—富里路段提前於12月28日恢復通車。